# Ligustrum japonicum
La troana del Japó (Ligustrum japonicum) és una espècie de Ligustrum. També es coneix com a l'olivereta del Japó. És un arbust perennifoli d'ús ornamental originari del Japó.

## Descripció
És un arbust perenne o arbre petit que generalment no supera els 6 metres d'alçada, amb tronc retorçat i amb tendència a la inclinació. L'escorça és llisa i grisenca a la joventut mentre que als exemplars de més edat es torna més fosca i esquerdada.
Les fulles són perennes i de textura gruixuda i coriàcia, encara que en els anys freds poden arribar a perdre força fullatge. Són oposades, simples, senceres, ovalades, d'àpex acuminat, amb 5–10 cm de longitud i 2–5 cm d'amplada, amb un pecíol curt i de base cuneada o lleugerament arrodonida. El color és verd fosc brillant a l'anvers i glauc més pàl·lid a verd groguenc al revers.
Les flors són petites, nombroses, de coloració blanquinosa, groguenca o verdosa, són sèssils o curtament pedicel·lades, una mica oloroses i estan agrupades en ramells terminals. Tenen el calze acampanat, truncat, amb quatre dents d'1,3-1,8 mm; la corol·la és acampanada, truncat, amb quatre lòbuls de 5-6 mm de longitud que neixen en grups de 7 a 15 cm de longitud a principis d'estiu. Androceu amb dos estams éssers, inserits a la boca del tub de la corol·la. El gineceu té un ovari biloculat, amb dos rudiments seminals a cada lòcul. Són hermafrodites i floreixen a finals de primavera o principis d'estiu.
El fruit és una drupa ovalada de 10 mm de longitud, que madura de color negre blavós amb una floració cerosa glauca a principis d'hivern. No és comestible perquè és verinós.
L'espècie és de prop relacionat a la troana Ligustrum lucidum, de la qual difereix per la seva mida més petita (L. lucidum és un arbre de més de 10 m d'alçada), i fruita ovalada allargada (no subglobosa).

## Distribució
Espècie originària del centre i sud del Japó (Honshū, Shikoku, Kyūshū, Okinawa) i Corea. També està distribuït en alguns llocs dels Estats Units; al sud-est de Maryland, Florida, l'Oest de Texas, a Tennessee (considerada una mala herba), és cultivada a Hawaii, Arkansas i també és present a Mèxic.

## Cultiu i propagació
Pot viure en qualsevol tipus de sòls, encara que l'òptim és aquell més fresc i sorrenc. És resistent a la sequera i a les gelades no gaire severes, encara que el perjudiquen una mica. Tolera les zones d'ombra, però es desenvolupa millor a les zones assolellades. Té resistència a la salinitat del terra, per tant, aguanta bé les zones properes a la costa i a la contaminació. Suporta fàcilment la poda, ja que pot lliurar-se d'aquelles parts marcides i mantenir un bon estat de salut.
Per a la seva propagació, es pot multiplicar per llavors o algunes varietats per estaquetes, empelts i murgons. Es propaga fàcilment per llavor a la tardor. Les llavors netes s'han d'estratificar per un interval de 2 a 3 mesos a temperatura de 0 a 10 °C.

## Usos

Fruits secs de L. japonicum

### Ús industrial
Les branques i la fusta són les parts vegetatives amb més usos industrials. 
Les branques són emprades sobretot per a l'elaboració de cistells, gràcies a la seva mal·leabilitat. Antigament, i encara avui en dia, és un producte artesanal molt tradicional i molt vinculat al paisatge rural. Pel que fa a la fusta, al ser dura i elàstica, té les característiques ideals per a la fabricació d'objectes tornejants, com les estaques.

### Ús medicinal

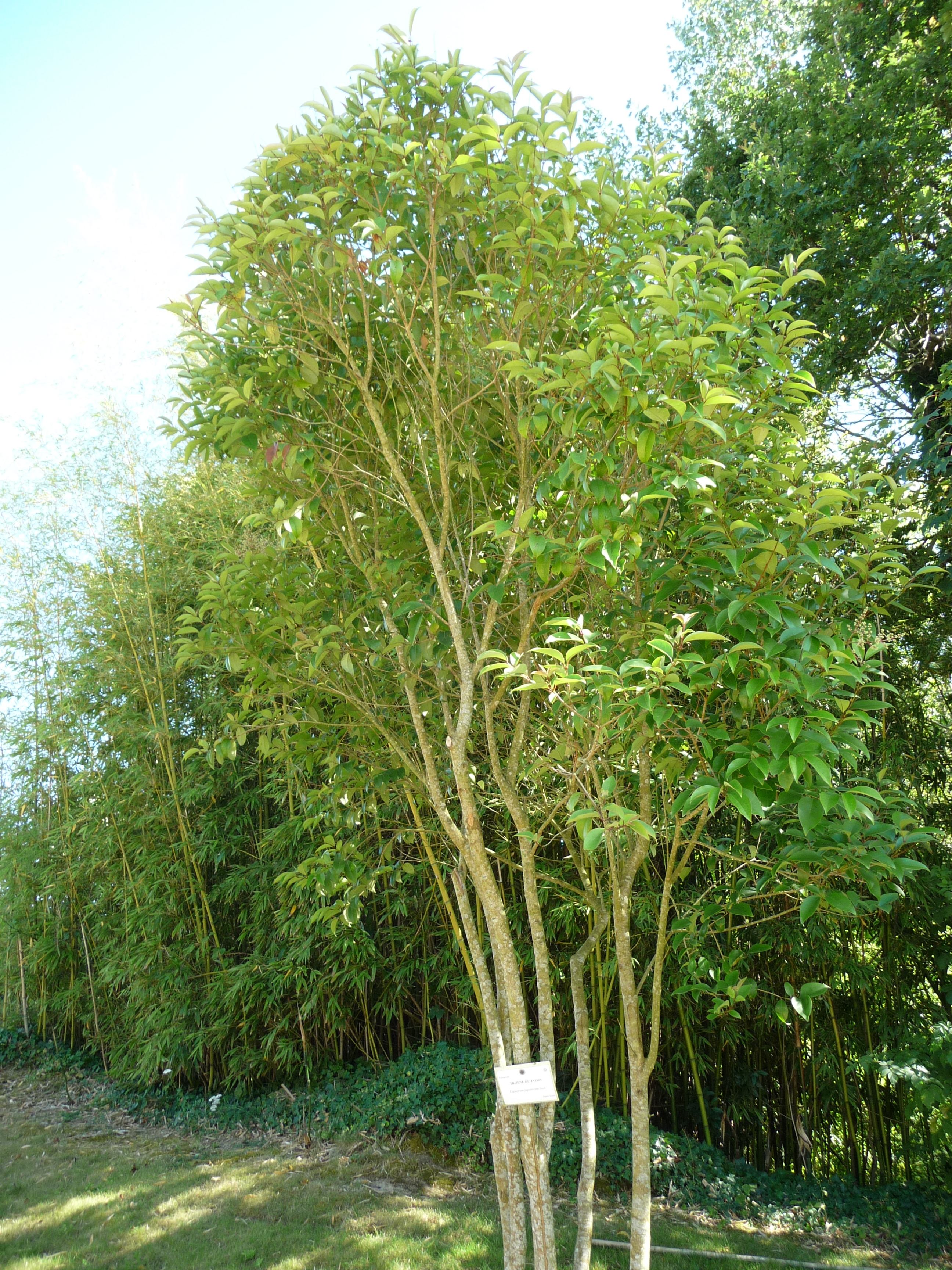
L. japonicum al Jardin des olfacties, França

Encara que els seus fruits siguin verinosos per a l'ésser humà, no podem dir el mateix de les seves fulles. Es poden emprar per a l'elaboració d'infusions que venen bé per les seves propietats astringents. És utilitzada freqüentment contra la diarrea. Les flors, després de ser macerades en oli, proporcionen un bàlsam d'ús tòpic que sembla eficaç contra els dolors reumàtics. Els seus fruits, encara que són tòxics, és un tipus de medicina tradicional xina després de la secada del fruit madur, que s'utilitza en fitoteràpia com a tractament cardiotònic, diürètic, laxant i tònic.

### Ús paisatgístic
Arbust ornamental molt utilitzat als jardins, es pot plantar de forma aïllada o en grups als jardins. També s'utilitza com a bardissa per la seva adaptabilitat, el seu ràpid creixement i la seva resistència a la poda. Sol trigar de 3 a 4 anys a establir-se i assolir un efecte de separació.

## Sinonímia científica
- Ligustridium japonicum (Thunb.) Spach
- Ligustrum amamianum Koidz.
- Ligustrum amamianum var. rotundifolium (Blume) B.M.Miao
- Ligustrum coriaceum Carrière
- Ligustrum glabrum Decne.
- Ligustrum japonicum var. coriaceum (Carrière) Blume ex H.Lév.
- Ligustrum japonicum f. difformis Blume
- Ligustrum japonicum f. leucocarpum (Honda) T.Yamanaka
- Ligustrum japonicum var. leucocarpum Honda
- Ligustrum japonicum var. ovalifolium Blume
- Ligustrum japonicum f. pubescens (Koidz.) Murata
- Ligustrum japonicum var. pubescens Koidz.
- Ligustrum japonicum f. rotundifolium (Blume) Noshiro
- Ligustrum japonicum var. rotundifolium Blume
- Ligustrum japonicum var. spathulatum Mansf.
- Ligustrum japonicum var. syaryotense Masam. & T.Mori
- Ligustrum kellerianum Vis.
- Ligustrum latifolium Thunb.
- Ligustrum latifolium Vitman nom. illeg.
- Ligustrum lucidum var. coriaceum (Carrière) Decne.
- Ligustrum macrophyllum Decne.
- Ligustrum ovatum Dippel.
- Ligustrum sieboldii Decne.
- Ligustrum syringiflorum Decne.
- Ligustrum syringifolium Decne.
- Ligustrum taquetii H.Lév.[12]

## Etimologia
La denominació científica del gènere, Ligustrum, ve de la qual ja li donés Plini el Vell com derivat del verb llatí lĭgo,āre (lligar), a causa que els branquillons joves, per la seva flexibilitat, serveixen per lligar. El nom específic japonicum ve de la seva procedència.

## Galeria

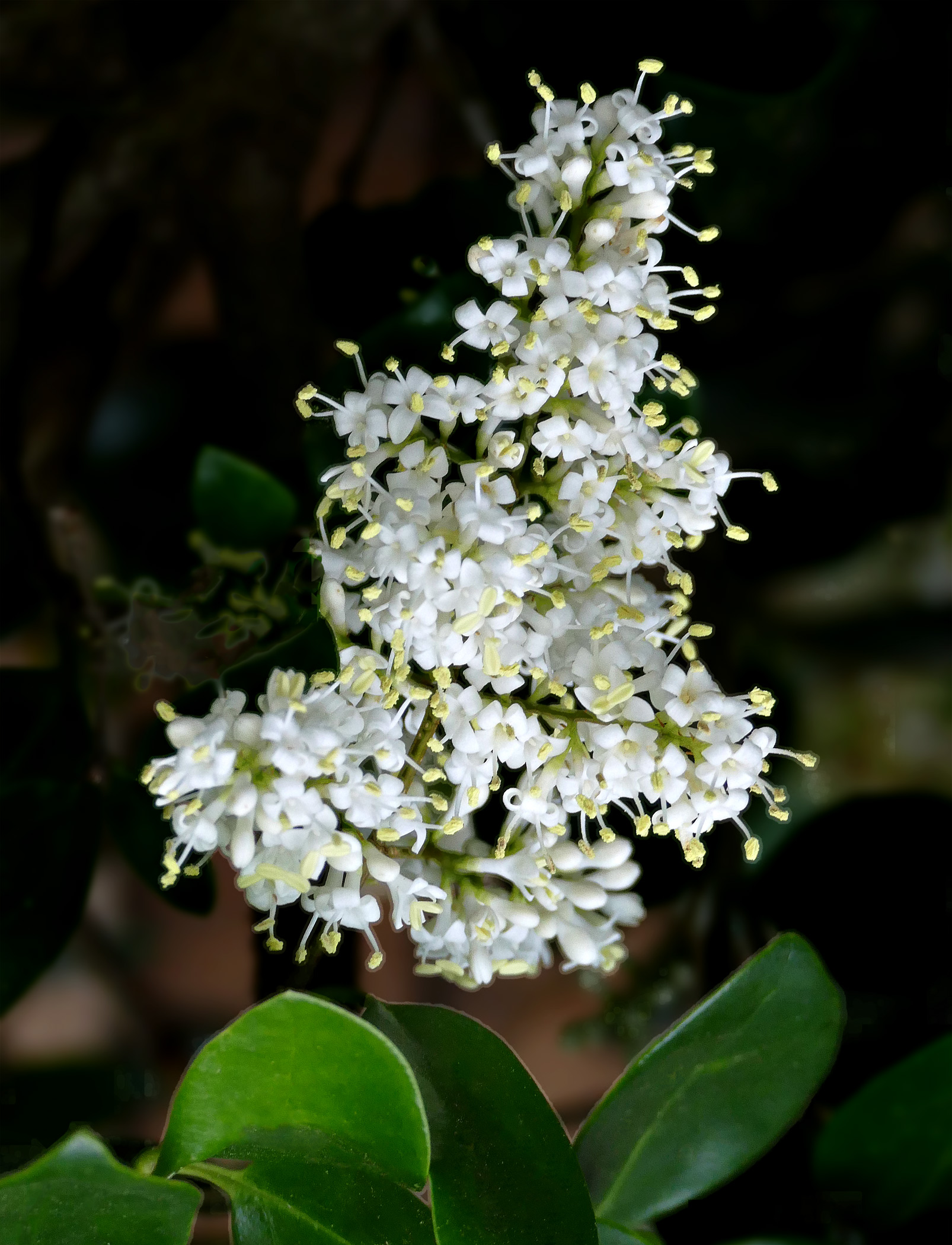
Flors
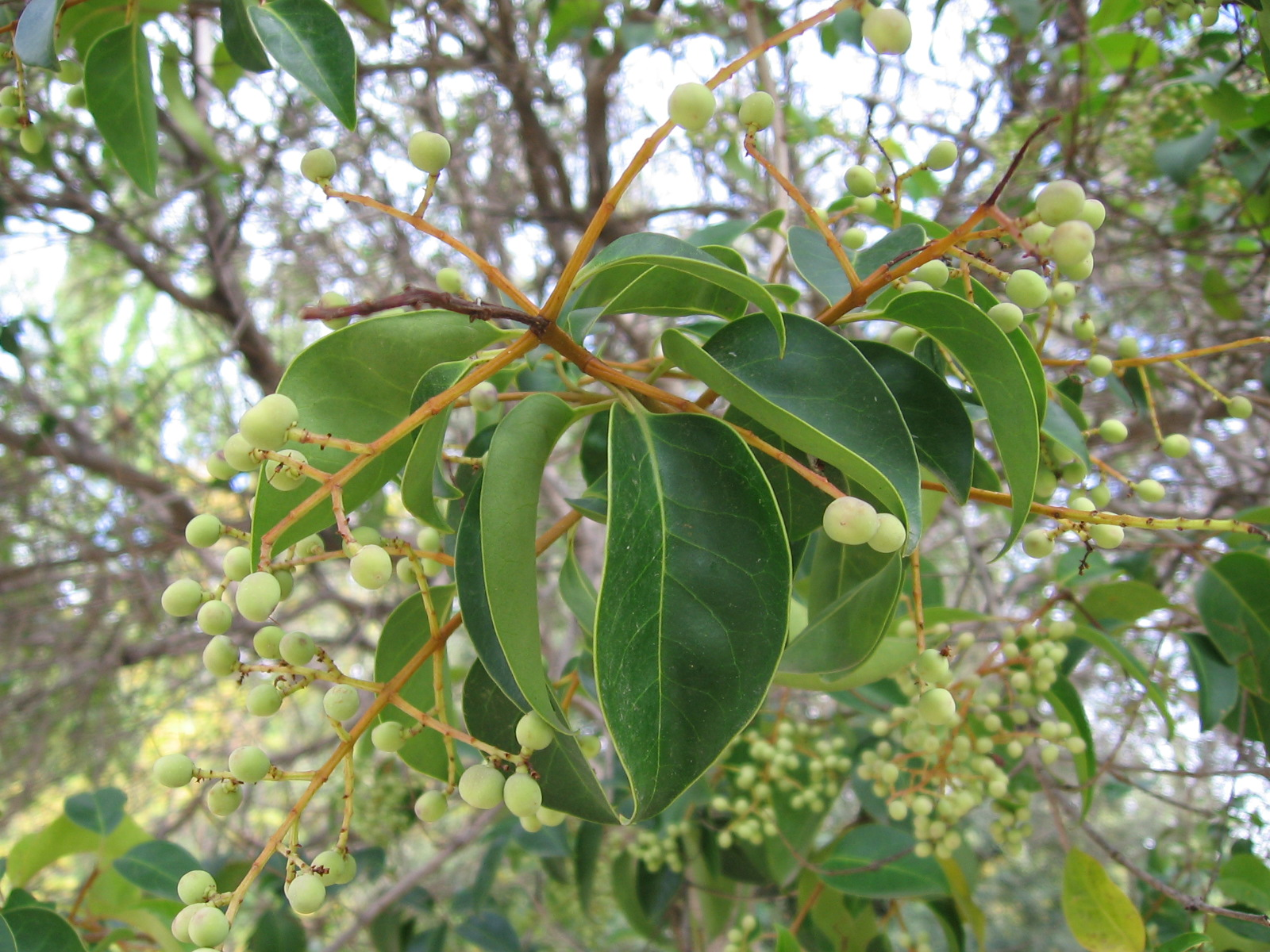
Fruits immadurs
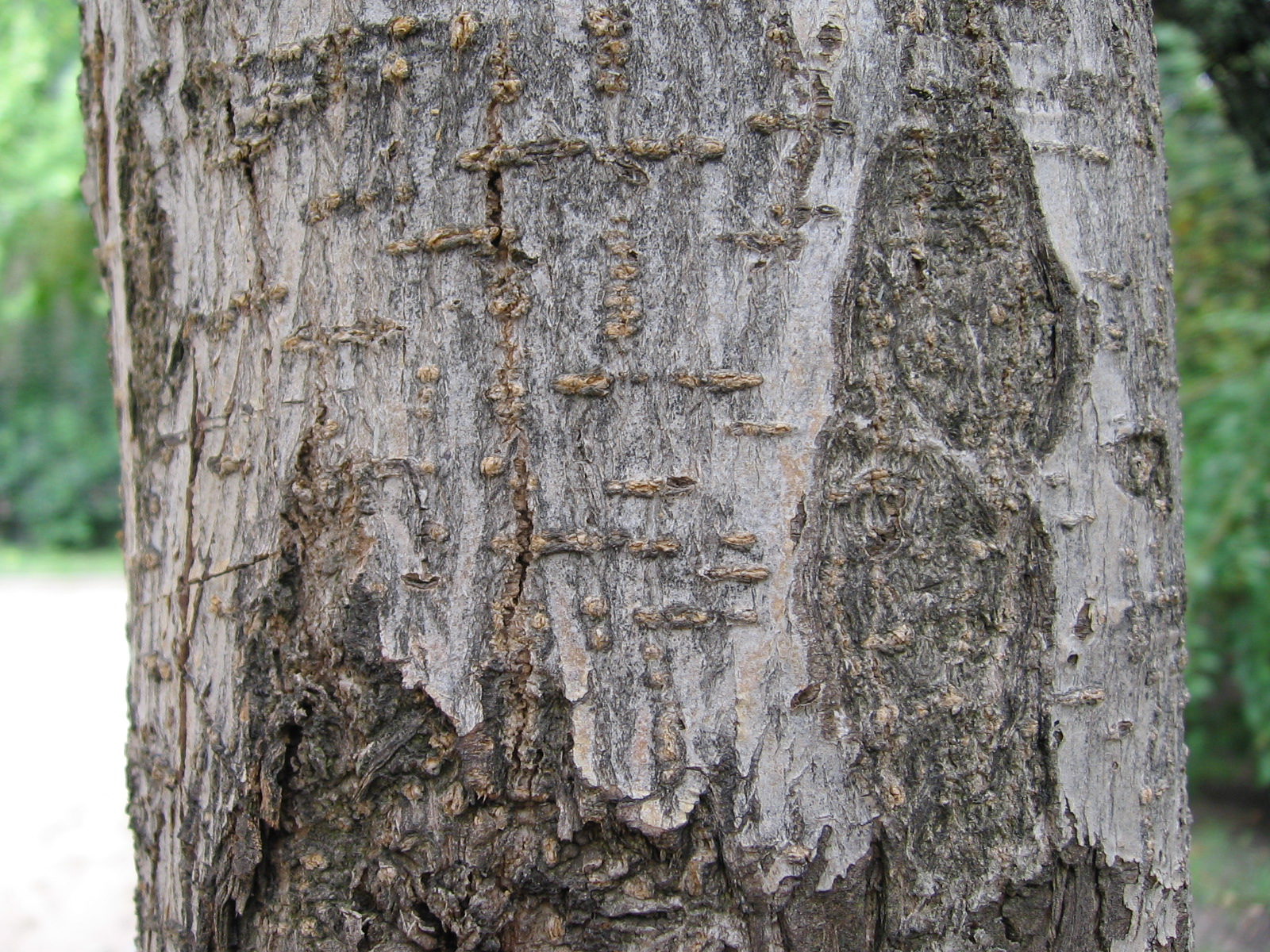
Escorça
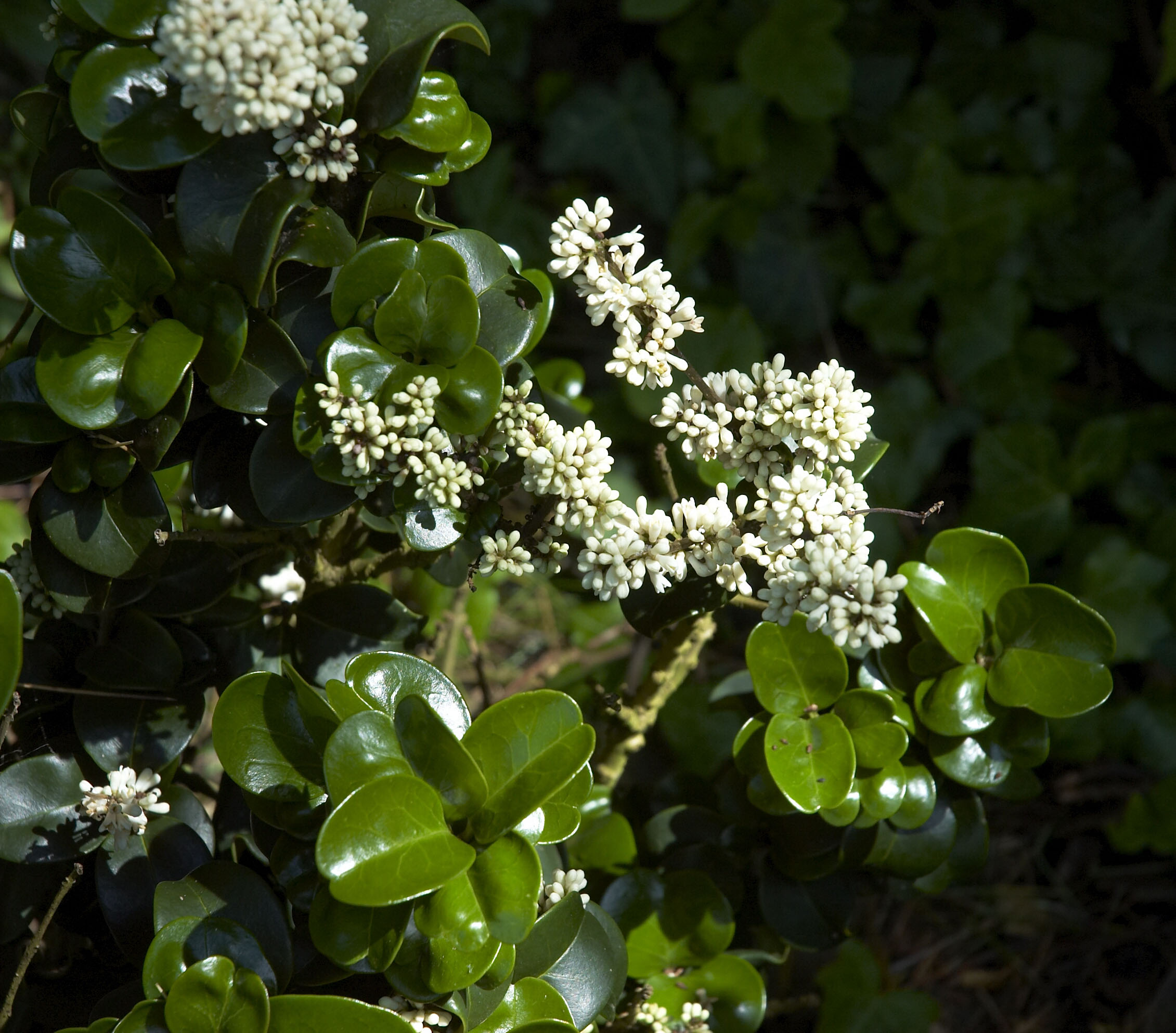
Ligustrum japonicum 'Rotundifolium'